# تشاك أليكسيناس
تشاك أليكسيناس (بالإنجليزية: Chuck Aleksinas)‏ مواليد 26 فبراير 1959 في ليتشفيلد، هو لاعب كرة سلة أمريكي سابق. بدأ مسيرته الاحترافية في سنة 1983. تم اختياره من قبل فريق شيكاغو بولز خلال الدرافت. يبلغ طوله 6 قدم 11 بوصة (2.1 م). اعتزل اللعب في 1990.

## المسيرة الاحترافية
لعب مع سي بي إستوديانتس في الدوري الإسباني في موسم 1983–1984، ثم لعب مع غولدن ستايت ووريورز في موسم 1984–1985، ثم لعب مع نادي سرقسطة لكرة السلة في الدوري الإسباني في موسم 1985–1986، ثم لعب مع نادي فيرول لكرة السلة في موسم 1986–1987، ثم لعب مع نادي غوريتسيا لكرة السلة من سنة 1987 إلى 1990.

## روابط خارجية
- تشاك أليكسيناس على موقع إن بي أي (الإنجليزية)
- تشاك أليكسيناس على موقع سبورتس رفرنس (الإنجليزية)
- تشاك أليكسيناس على موقع الدوري الإسباني لكرة السلة (الإسبانية)
- تشاك أليكسيناس على موقع كلية كرة السلة في سبورتس رفرنس.كوم (الإنجليزية)
- تشاك أليكسيناس على موقع ريلجم (الإنجليزية)
- تشاك أليكسيناس على موقع بروبوليرز (الإنجليزية)